# Berta Cáceresová
Berta Isabel Cáceres Flores (4. března 1971 La Esperanza – 2. března 2016 tamtéž) byla honduraská učitelka, zavražděná pro své angažmá za práva domorodců a ochranu krajiny.
Pocházela z indiánského etnika Lenca, její matka Austra Floresová byla porodní asistentkou a jako vůdkyně domorodé samosprávy organizovala pomoc válečným uprchlíkům ze Salvadoru. Berta Cáceresová se jako studentka přiklonila k ekofeminismu a v roce 1993 založila Národní výbor lidových a domorodých organizací Hondurasu (Consejo Cívico de Organizaciones Populares e Indígenas de Honduras, COPINH). Organizace protestovala proti kácení pralesů a dosáhla toho, že Honduras podepsal Konvenci č. 169 Mezinárodní organizace práce o právech původních obyvatel. Cáceresová se také angažovala se za práva žen a sexuálních menšin a účastnila se demonstrací proti vojenskému převratu v roce 2009, kterým byl sesazen prezident Manuel Zelaya. Odmítala projekt společnosti Desarrollos Energéticos (DESA) na výstavbu gigantické přehrady na řece Gualcarque, která by místní obyvatele připravila o domovy. Stěžovala si u Interamerické komise pro lidská práva a dosáhla toho, že Mezinárodní finanční korporace v roce 2013 zastavila financování stavby. Pro tuto činnost jí bylo opakovaně vyhrožováno smrtí, ostatně Honduras drží rekord v počtu násilných útoků na ochránce přírody.
Dne 2. března 2016 byla Cáceresová přepadena ve svém domě a zastřelena čtyřmi ranami, při útoku byl také zraněn její host, mexický aktivista Gustavo Castro Soto. Vyšetřování prokázalo napojení vrahů na honduraskou armádu i na Institut západní polokoule pro bezpečnostní spolupráci. Roku 2019 bylo odsouzeno sedm pachatelů včetně Douglase Bustilla, šéfa ochranky ve firmě DESA. V roce 2021 byl ze zorganizování vražedného útoku usvědčen manažer této firmy Roberto David Castillo.
V roce 2015 byla Cáceresové udělena Goldmanova cena a v roce 2016 ocenění Champions of the Earth, také byla zařazena na seznam Nejvýznačnější světoví myslitelé podle časopisů Prospect a Foreign Policy. Byl po ní pojmenován druh ještěra Anolis caceresae. Španělská písničkářka Christina Rosenvingeová jí věnovala skladbu „Berta multiplicada“. V květnu 2022 prohlásil honduraský parlament Cáceresovou za národní hrdinku a vyzval centrální banku, aby vydala bankovku 200 lempir s jejím portrétem. Vedení organizace COPINH převzala její dcera Berta Zúñigaová.